# Formule 1 in 1987

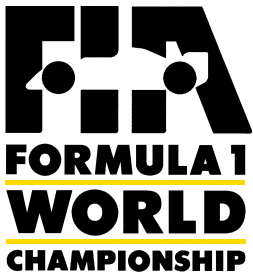
Formule 1 logo

Het Formule 1-seizoen 1987 was het 38ste FIA Formula One World Championship seizoen. Het begon op 12 april en eindigde op 15 november na zestien races.
- Door de dominantie van de turbomotoren werd een apart klassement voor ongeblazen motoren opgemaakt. Bij de constructeurs was dit de Colin Chapman Trofee, bij de rijders de Jim Clark Trofee.

## Kalender
De Grand Prix Japan stond voor het eerst in 10 jaar weer op de kalender van de Formule 1.
| GP nr. | Ronde | Grand Prix                      | Circuit                      | Plaats               | Datum        |
| ------ | ----- | ------------------------------- | ---------------------------- | -------------------- | ------------ |
| 437    | 1     | GP van Brazilië                 | Circuit van Jacarepagua      | Rio de Janeiro       | 12 april     |
| 438    | 2     | GP van San Marino               | Autodromo Dino Ferrari       | Imola                | 3 mei        |
| 439    | 3     | GP van België                   | Circuit de Spa-Francorchamps | Stavelot             | 17 mei       |
| 440    | 4     | GP van Monaco                   | Circuit de Monaco            | Monte Carlo          | 31 mei       |
| 441    | 5     | GP van de Verenigde Staten Oost | Stratencircuit Detroit       | Detroit (Michigan)   | 21 juni      |
| 442    | 6     | GP van Frankrijk                | Circuit Paul Ricard          | Le Castellet         | 5 juli       |
| 443    | 7     | GP van Groot-Brittannië         | Silverstone Circuit          | Silverstone          | 12 juli      |
| 444    | 8     | GP van Duitsland                | Hockenheimring               | Hockenheim           | 26 juli      |
| 445    | 9     | GP van Hongarije                | Hungaroring                  | Mogyoród             | 9 augustus   |
| 446    | 10    | GP van Oostenrijk               | Österreichring               | Spielberg            | 16 augustus  |
| 447    | 11    | GP van Italië                   | Autodromo Nazionale Monza    | Monza                | 6 september  |
| 448    | 12    | GP van Portugal                 | Autódromo do Estoril         | Estoril              | 20 september |
| 449    | 13    | GP van Spanje                   | Circuito Permanente de Jerez | Jerez de la Frontera | 27 september |
| 450    | 14    | GP van Mexico                   | Autódromo Hermanos Rodríguez | Mexico-Stad          | 18 oktober   |
| 451    | 15    | GP van Japan                    | Circuit Suzuka               | Suzuka               | 1 november   |
| 452    | 16    | GP van Australië                | Stratencircuit van Adelaide  | Adelaide             | 15 november  |

### Afgelast
De Grand Prix van Canada, gepland in Montreal op 14 juni, ging niet door omdat er onenigheid tussen twee rivaliserende brouwerijen was om de race te sponsoren, te weten de Labatt Brouwerij en de Molson Brouwerij.

## Resultaten en klassement

### Grands Prix
| Ronde | Grand Prix                      | Poleposition   | Snelste ronde  | Winnende coureur | Winnende constructeur | Banden | Verslag |
| ----- | ------------------------------- | -------------- | -------------- | ---------------- | --------------------- | ------ | ------- |
| 1     | GP van Brazilië                 | Nigel Mansell  | Nelson Piquet  | Alain Prost      | McLaren-TAG           | G      | Verslag |
| 2     | GP van San Marino               | Ayrton Senna   | Teo Fabi       | Nigel Mansell    | Williams-Honda        | G      | Verslag |
| 3     | GP van België                   | Nigel Mansell  | Alain Prost    | Alain Prost      | McLaren-TAG           | G      | Verslag |
| 4     | GP van Monaco                   | Nigel Mansell  | Ayrton Senna   | Ayrton Senna     | Lotus-Honda           | G      | Verslag |
| 5     | GP van de Verenigde Staten Oost | Nigel Mansell  | Ayrton Senna   | Ayrton Senna     | Lotus-Honda           | G      | Verslag |
| 6     | GP van Frankrijk                | Nigel Mansell  | Nelson Piquet  | Nigel Mansell    | Williams-Honda        | G      | Verslag |
| 7     | GP van Groot-Brittannië         | Nelson Piquet  | Nigel Mansell  | Nigel Mansell    | Williams-Honda        | G      | Verslag |
| 8     | GP van Duitsland                | Nigel Mansell  | Nigel Mansell  | Nelson Piquet    | Williams-Honda        | G      | Verslag |
| 9     | GP van Hongarije                | Nigel Mansell  | Nelson Piquet  | Nelson Piquet    | Williams-Honda        | G      | Verslag |
| 10    | GP van Oostenrijk               | Nelson Piquet  | Nigel Mansell  | Nigel Mansell    | Williams-Honda        | G      | Verslag |
| 11    | GP van Italië                   | Nelson Piquet  | Ayrton Senna   | Nelson Piquet    | Williams-Honda        | G      | Verslag |
| 12    | GP van Portugal                 | Gerhard Berger | Gerhard Berger | Alain Prost      | McLaren-TAG           | G      | Verslag |
| 13    | GP van Spanje                   | Nelson Piquet  | Gerhard Berger | Nigel Mansell    | Williams-Honda        | G      | Verslag |
| 14    | GP van Mexico                   | Nigel Mansell  | Nelson Piquet  | Nigel Mansell    | Williams-Honda        | G      | Verslag |
| 15    | GP van Japan                    | Gerhard Berger | Alain Prost    | Gerhard Berger   | Ferrari               | G      | Verslag |
| 16    | GP van Australië                | Gerhard Berger | Gerhard Berger | Gerhard Berger   | Ferrari               | G      | Verslag |

### Puntentelling
Punten worden toegekend aan de top zes geklasseerde coureurs. 
| Positie | 01e0 | 02e0 | 03e0 | 04e0 | 05e0 | 06e0 |
| Punten  | 9    | 6    | 4    | 3    | 2    | 1    |

### Klassement bij de coureurs
De elf beste resultaten van alle wedstrijden tellen mee voor de eindstand. Bij "Punten" staan de getelde kampioenschapspunten gevolgd door de totaal behaalde punten tussen haakjes.
| Pos. | Nr.            | Coureur            | Constructeur               | Grands Prix | Grands Prix | Grands Prix | Grands Prix | Grands Prix | Grands Prix | Grands Prix | Grands Prix | Grands Prix | Grands Prix | Grands Prix | Grands Prix | Grands Prix | Grands Prix | Grands Prix | Grands Prix | Punten  |
| Pos. | Nr.            | Coureur            | Constructeur               | BRA         | SMR         | BEL         | MON         | VSO         | FRA         | GBR         | DUI         | HON         | OOS         | ITA         | POR         | SPA         | MEX         | JPN         | AUS         | Punten  |
| ---- | -------------- | ------------------ | -------------------------- | ----------- | ----------- | ----------- | ----------- | ----------- | ----------- | ----------- | ----------- | ----------- | ----------- | ----------- | ----------- | ----------- | ----------- | ----------- | ----------- | ------- |
| 1    | 6              | Nelson Piquet      | Williams-Honda             | 2S          | DNS         | DNF         | 2           | 2           | 2S          | 2P          | 1           | 1S          | 2P          | 1P          | 3           | (4)P        | 2S          | 15†         | DNF         | 73 (76) |
| 2    | 5              | Nigel Mansell      | Williams-Honda             | 6P          | 1           | DNFP        | DNFP        | 5P          | 1P          | 1S          | DNFPS0      | 14†P        | 1S          | 3           | DNF         | 1           | 1P          | DNS         |             | 61      |
| 3    | 12             | Ayrton Senna       | Lotus-Honda                | DNF         | 2P          | DNF         | 1S          | 1S          | 4           | 3           | 3           | 2           | 5           | 2S          | 7           | 5           | DNF         | 2           | DSQ         | 57      |
| 4    | 1              | Alain Prost        | McLaren-TAG                | 1           | DNF         | 1S          | 9†          | 3           | 3           | DNF         | 7†          | 3           | 6           | 15          | 1           | 2           | DNF         | 7S          | DNF         | 46      |
| 5    | 28             | Gerhard Berger     | Ferrari                    | 4           | DNF         | DNF         | 4           | 4           | DNF         | DNF         | DNF         | DNF         | DNF         | 4           | 2PS0        | DNFS        | DNF         | 1P          | 1PS0        | 36      |
| 6    | 2              | Stefan Johansson   | McLaren-TAG                | 3           | 4           | 2           | DNF         | 7           | 8           | DNF         | 2           | DNF         | 7           | 6           | 5           | 3           | DNF         | 3           | DNF         | 30      |
| 7    | 27             | Michele Alboreto   | Ferrari                    | 8†          | 3           | DNF         | 3           | DNF         | DNF         | DNF         | DNF         | DNF         | DNF         | DNF         | DNF         | 15†         | DNF         | 4           | 2           | 17      |
| 8    | 20             | Thierry Boutsen    | Benetton-Ford              | 5           | DNF         | DNF         | DNF         | DNF         | DNF         | 7           | DNF         | 4           | 4           | 5           | 14          | 16†         | DNF         | 5           | 3           | 16      |
| 9    | 19             | Teo Fabi           | Benetton-Ford              | DNF         | DNFS        | DNF         | 8           | DNF         | 5           | 6           | DNF         | DNF         | 3           | 7           | 4†          | DNF         | 5           | DNF         | DNF         | 12      |
| 10   | 18             | Eddie Cheever      | Arrows-Megatron            | DNF         | DNF         | 4           | DNF         | 6           | DNF         | DNF         | DNF         | 8           | DNF         | DNF         | 6           | 8†          | 4           | 9†          | DNF         | 8       |
| 11   | 3              | Jonathan Palmer    | Tyrrell-Ford               | 10          | DNF         | DNF         | 5           | 11          | 7           | 8           | 5           | 7           | 14          | 14          | 10          | DNF         | 7           | 8           | 4           | 7       |
| 12   | 11             | Satoru Nakajima    | Lotus-Honda                | 7           | 6†          | 5           | 10          | DNF         | NC          | 4           | DNF         | DNF         | 13          | 11          | 8           | 9           | DNF         | 6           | DNF         | 7       |
| 13   | 7 (15x) 5 (1x) | Riccardo Patrese   | Brabham-BMW Williams-Honda | DNF         | 9           | DNF         | DNF         | 9           | DNF         | DNF         | DNF         | 5           | DNF         | DNF         | DNF         | 13          | 3           | 11          | 9†          | 6       |
| 14   | 8              | Andrea de Cesaris  | Brabham-BMW                | DNF         | DNF         | 3†          | DNF         | DNF         | DNF         | DNF         | DNF         | DNF         | DNF         | DNF         | DNF         | DNF         | DNF         | DNF         | 8†          | 4       |
| 15   | 4              | Philippe Streiff   | Tyrrell-Ford               | 11          | 8           | 9           | DNF         | DNF         | 6           | DNF         | 4           | 9           | DNF         | 12          | 12          | 7           | 8           | 12          | DNF         | 4       |
| 16   | 17             | Derek Warwick      | Arrows-Megatron            | DNF         | 11†         | DNF         | DNF         | DNF         | DNF         | 5           | DNF         | 6           | DNF         | DNF         | 13          | 10          | DNF         | 10          | DNF         | 3       |
| 17   | 30             | Philippe Alliot    | Lola-Ford (Larrousse)      |             | 10          | 8           | DNF         | DNF         | DNF         | DNF         | 6           | DNF         | 12          | DNF         | DNF         | 6           | 6           | DNF         | DNF         | 3       |
| 18   | 9              | Martin Brundle     | Zakspeed                   | DNF         | 5           | DNF         | 7           | DNF         | DNF         | NC          | NC          | DNF         | DSQ         | DNF         | DNF         | 11          | DNF         | DNF         | DNF         | 2       |
| 19   | 16             | Ivan Capelli       | March-Ford                 | DNS         | DNF         | DNF         | 6           | DNF         | DNF         | DNF         | DNF         | 10          | 11          | 13          | 9           | 12          | DNF         | DNF         | DNF         | 1       |
| 20   | 25             | René Arnoux        | Ligier-Megatron            |             | DNS         | 6           | 11          | 10          | DNF         | DNF         | DNF         | DNF         | 10          | 10          | DNF         | DNF         | DNF         | DNF         | DNF         | 1       |
| 21   | 14             | Roberto Moreno     | AGS-Ford                   |             |             |             |             |             |             |             |             |             |             |             |             |             |             | DNF         | 6           | 1       |
| 22   | 29             | Yannick Dalmas     | Lola-Ford (Larrousse)      |             |             |             |             |             |             |             |             |             |             |             |             |             | 9           | 14          | 5*          | 0*      |
| 23   | 10             | Christian Danner   | Zakspeed                   | 9           | 7           | DNF         | EX          | 8           | DNF         | DNF         | DNF         | DNF         | 9           | 9           | DNF         | DNF         | DNF         | DNF         | 7           | 0       |
| 24   | 26             | Piercarlo Ghinzani | Ligier-Megatron            |             | DNF         | 7†          | 12          | DNF         | DNF         | EX          | DNF         | 12          | 8           | 8           | DNF         | DNF         | DNF         | 13          | DNF         | 0       |
| 25   | 14             | Pascal Fabre       | AGS-Ford                   | 12          | 13          | 10†         | 13          | 12          | 9           | 9           | DNF         | 13          | NC          | DNQ         | DNQ         | DNF         | DNQ         |             |             | 0       |
| 26   | 24             | Alessandro Nannini | Minardi-Motori Moderni     | DNF         | DNF         | DNF         | DNF         | DNF         | DNF         | DNF         | DNF         | 11          | DNF         | 16          | 11†         | DNF         | DNF         | DNF         | DNF         | 0       |
| 27   | 21             | Alex Caffi         | Osella-Alfa Romeo          | DNF         | 12†         | DNF         | DNF         | DNF         | DNF         | DNF         | DNF         | DNF         | DNF         | DNF         | DNF         | DNQ         | DNF         | DNF         | DNQ         | 0       |
| 28   | 23             | Adrián Campos      | Minardi-Motori Moderni     | DSQ         | DNF         | DNF         | DNS         | DNF         | DNF         | DNF         | DNF         | DNF         | DNF         | DNF         | DNF         | 14          | DNF         | DNF         | DNF         | 0       |
| —    | 22             | Franco Forini      | Osella-Alfa Romeo          |             |             |             |             |             |             |             |             |             |             | DNF         | DNF         | DNQ         |             |             |             | 0       |
| —    | 32             | Nicola Larini      | Coloni-Ford                |             |             |             |             |             |             |             |             |             |             | DNQ         |             | DNF         |             |             |             | 0       |
| —    | 22             | Gabriele Tarquini  | Osella-Alfa Romeo          |             | DNF         |             |             |             |             |             |             |             |             |             |             |             |             |             |             | 0       |
| —    | 7              | Stefano Modena     | Brabham-BMW                |             |             |             |             |             |             |             |             |             |             |             |             |             |             |             | DNF         | 0       |
| Pos. | Nr.            | Coureur            | Constructeur               | BRA         | SMR         | BEL         | MON         | VSO         | FRA         | GBR         | DUI         | HON         | OOS         | ITA         | POR         | SPA         | MEX         | JPN         | AUS         | Punten  |
| Pos. | Nr.            | Coureur            | Constructeur               | Grands Prix |             |             |             |             |             |             |             |             |             |             |             |             |             |             |             | Punten  |

| Resultaat                       |
| ------------------------------- |
| Winnaar                         |
| Tweede plaats                   |
| Derde plaats                    |
| Gefinisht (punten behaald)      |
| Gefinisht (geen punten behaald) |
| Niet geklasseerd (NC)           |
| Uitgevallen (DNF)               |
| Niet gekwalificeerd (DNQ)       |
| Gediskwalificeerd (DSQ)         |
| Niet gestart (DNS)              |
| Gewond (INJ)                    |
| Uitgesloten (EX)                |
| Teruggetrokken (WD)             |
| Niet deelgenomen (blanco cel)   |
| P Pole position                 |
| S Snelste ronde                 |

† — Coureur is niet gefinisht in de GP, maar heeft wel 90% van de race-afstand afgelegd, waardoor hij als geklasseerd genoteerd staat.

* Yannick Dalmas kreeg geen punten in de Grand Prix van Australië omdat Larrousse slechts één auto had ingeschreven aan het begin van het seizoen. Dalmas reed in de tweede wagen.

#### Klassement Jim Clark Trofee
De Jim Clark Trofee werd uitgereikt aan de beste rijder die met een ongeblazen motor reed.
| Pos. | Nr. | Coureur          | Constructeur          | Grands Prix | Grands Prix | Grands Prix | Grands Prix | Grands Prix | Grands Prix | Grands Prix | Grands Prix | Grands Prix | Grands Prix | Grands Prix | Grands Prix | Grands Prix | Grands Prix | Grands Prix | Grands Prix | Punten |
| Pos. | Nr. | Coureur          | Constructeur          | BRA         | SMR         | BEL         | MON         | VSO         | FRA         | GBR         | DUI         | HON         | OOS         | ITA         | POR         | SPA         | MEX         | JPN         | AUS         | Punten |
| ---- | --- | ---------------- | --------------------- | ----------- | ----------- | ----------- | ----------- | ----------- | ----------- | ----------- | ----------- | ----------- | ----------- | ----------- | ----------- | ----------- | ----------- | ----------- | ----------- | ------ |
| 1    | 3   | Jonathan Palmer  | Tyrrell-Ford          | 1           | DNF         | DNS         | 1           | 1           | 2           | 1           | 2           | 1           | 3           | 3           | 2           | DNF         | 2           | 1           | 1           | 95     |
| 2    | 4   | Philippe Streiff | Tyrrell-Ford          | 2           | 1           | 2           | DNF         | DNF         | 1           | DNF         | 1           | 2           | DNF         | 1           | 3           | 2           | 3           | 2           | DNF         | 74     |
| 3    | 30  | Philippe Alliot  | Lola-Ford (Larrousse) |             | 2           | 1           | DNF         | DNF         | DNF         | DNF         | 3           | DNF         | 2           | DNF         | DNF         | 1           | 1           | DNF         | DNF         | 43     |
| 4    | 16  | Ivan Capelli     | March-Ford            | DNS         | DNF         | DNF         | 2           | DNF         | DNF         | DNF         | DNF         | 2           | 1           | 2           | 1           | 3           | DNF         | DNF         | DNF         | 40     |
| 5    | 14  | Pascal Fabre     | AGS-Ford              | 3           | 3           | 3           | 3           | 2           | 3           | 2           | DNF         | 4           | NC          | DNQ         | DNQ         | DNF         | DNQ         |             |             | 35     |
| 6    | 14  | Roberto Moreno   | AGS-Ford              |             |             |             |             |             |             |             |             |             |             |             |             |             |             | DNF         | 3           | 4      |
| 7    | 29  | Yannick Dalmas   | Lola-Ford (Larrousse) |             |             |             |             |             |             |             |             |             |             |             |             |             | 4*          | 3*          | 2*          | 0*     |
| 8    | 32  | Nicola Larini    | Coloni-Ford           |             |             |             |             |             |             |             |             |             |             | DNQ         |             | DNF         |             |             |             | 0      |

* Yannick Dalmas kreeg geen punten omdat Larrousse slechts één auto had ingeschreven aan het begin van het seizoen. Dalmas reed in de tweede wagen.

### Klassement bij de constructeurs
| Pos. | Constructeur           | Nr. | Grands Prix | Grands Prix | Grands Prix | Grands Prix | Grands Prix | Grands Prix | Grands Prix | Grands Prix | Grands Prix | Grands Prix | Grands Prix | Grands Prix | Grands Prix | Grands Prix | Grands Prix | Grands Prix | Punten |
| Pos. | Constructeur           | Nr. | BRA         | SMR         | BEL         | MON         | VSO         | FRA         | GBR         | DUI         | HON         | OOS         | ITA         | POR         | SPA         | MEX         | JPN         | AUS         | Punten |
| ---- | ---------------------- | --- | ----------- | ----------- | ----------- | ----------- | ----------- | ----------- | ----------- | ----------- | ----------- | ----------- | ----------- | ----------- | ----------- | ----------- | ----------- | ----------- | ------ |
| 1    | Williams-Honda         | 5   | 6P          | 1           | DNFP        | DNFP        | 5P          | 1P          | 1S          | DNFPS0      | 14†P        | 1S          | 3           | DNF         | 1           | 1P          | DNS         | 9†          | 137    |
| 1    | Williams-Honda         | 6   | 2S          | DNS         | DNF         | 2           | 2           | 2S          | 2P          | 1           | 1S          | 2P          | 1P          | 3           | (4)P        | 2S          | 15†         | DNF         | 137    |
| 2    | McLaren-TAG            | 1   | 1           | DNF         | 1S          | 9†          | 3           | 3           | DNF         | 7†          | 3           | 6           | 15          | 1           | 2           | DNF         | 7S          | DNF         | 76     |
| 2    | McLaren-TAG            | 2   | 3           | 4           | 2           | DNF         | 7           | 8           | DNF         | 2           | DNF         | 7           | 6           | 5           | 3           | DNF         | 3           | DNF         | 76     |
| 3    | Lotus-Honda            | 11  | 7           | 6†          | 5           | 10          | DNF         | NC          | 4           | DNF         | DNF         | 13          | 11          | 8           | 9           | DNF         | 6           | DNF         | 64     |
| 3    | Lotus-Honda            | 12  | DNF         | 2P          | DNF         | 1S          | 1S          | 4           | 3           | 3           | 2           | 5           | 2S          | 7           | 5           | DNF         | 2           | DSQ         | 64     |
| 4    | Ferrari                | 27  | 8†          | 3           | DNF         | 3           | DNF         | DNF         | DNF         | DNF         | DNF         | DNF         | DNF         | DNF         | 15†         | DNF         | 4           | 2           | 53     |
| 4    | Ferrari                | 28  | 4           | DNF         | DNF         | 4           | 4           | DNF         | DNF         | DNF         | DNF         | DNF         | 4           | 2PS0        | DNFS        | DNF         | 1P          | 1PS0        | 53     |
| 5    | Benetton-Ford          | 19  | DNF         | DNFS        | DNF         | 8           | DNF         | 5           | 6           | DNF         | DNF         | 3           | 7           | 4†          | DNF         | 5           | DNF         | DNF         | 28     |
| 5    | Benetton-Ford          | 20  | 5           | DNF         | DNF         | DNF         | DNF         | DNF         | 7           | DNF         | 4           | 4           | 5           | 14          | 16†         | DNF         | 5           | 3           | 28     |
| 6    | Tyrrell-Ford           | 3   | 10          | DNF         | DNF         | 5           | 11          | 7           | 8           | 5           | 7           | 14          | 14          | 10          | DNF         | 7           | 8           | 4           | 11     |
| 6    | Tyrrell-Ford           | 4   | 11          | 8           | 9           | DNF         | DNF         | 6           | DNF         | 4           | 9           | DNF         | 12          | 12          | 7           | 8           | 12          | DNF         | 11     |
| 7    | Arrows-Megatron        | 17  | DNF         | 11†         | DNF         | DNF         | DNF         | DNF         | 5           | DNF         | 6           | DNF         | DNF         | 13          | 10          | DNF         | 10          | DNF         | 11     |
| 7    | Arrows-Megatron        | 18  | DNF         | DNF         | 4           | DNF         | 6           | DNF         | DNF         | DNF         | 8           | DNF         | DNF         | 6           | 8†          | 4           | 9†          | DNF         | 11     |
| 8    | Brabham-BMW            | 7   | DNF         | 9           | DNF         | DNF         | 9           | DNF         | DNF         | DNF         | 5           | DNF         | DNF         | DNF         | 13          | 3           | 11          | DNF         | 10     |
| 8    | Brabham-BMW            | 8   | DNF         | DNF         | 3†          | DNF         | DNF         | DNF         | DNF         | DNF         | DNF         | DNF         | DNF         | DNF         | DNF         | DNF         | DNF         | 8†          | 10     |
| 9    | Lola-Ford (Larrousse)  | 29  |             |             |             |             |             |             |             |             |             |             |             |             |             | 9           | 14          | 5*          | 3      |
| 9    | Lola-Ford (Larrousse)  | 30  |             | 10          | 8           | DNF         | DNF         | DNF         | DNF         | 6           | DNF         | 12          | DNF         | DNF         | 6           | 6           | DNF         | DNF         | 3      |
| 18   | Zakspeed               | 9   | DNF         | 5           | DNF         | 7           | DNF         | DNF         | NC          | NC          | DNF         | DSQ         | DNF         | DNF         | 11          | DNF         | DNF         | DNF         | 2      |
| 18   | Zakspeed               | 10  | 9           | 7           | DNF         | EX          | 8           | DNF         | DNF         | DNF         | DNF         | 9           | 9           | DNF         | DNF         | DNF         | DNF         | 7           | 2      |
| 11   | Ligier--Megatron       | 25  |             | DNS         | 6           | 11          | 10          | DNF         | DNF         | DNF         | DNF         | 10          | 10          | DNF         | DNF         | DNF         | DNF         | DNF         | 1      |
| 11   | Ligier--Megatron       | 26  |             | DNF         | 7†          | 12          | DNF         | DNF         | EX          | DNF         | 12          | 8           | 8           | DNF         | DNF         | DNF         | 13          | DNF         | 1      |
| 12   | AGS-Ford               | 14  | 12          | 13          | 10†         | 13          | 12          | 9           | 9           | DNF         | 13          | NC          | DNQ         | DNQ         | DNF         | DNQ         | DNF         | 6           | 1      |
| 13   | March-Ford             | 16  | DNS         | DNF         | DNF         | 6           | DNF         | DNF         | DNF         | DNF         | 10          | 11          | 13          | 9           | 12          | DNF         | DNF         | DNF         | 1      |
| 14   | Minardi-Motori Moderni | 23  | DSQ         | DNF         | DNF         | DNS         | DNF         | DNF         | DNF         | DNF         | DNF         | DNF         | DNF         | DNF         | 14          | DNF         | DNF         | DNF         | 0      |
| 14   | Minardi-Motori Moderni | 24  | DNF         | DNF         | DNF         | DNF         | DNF         | DNF         | DNF         | DNF         | 11          | DNF         | 16          | 11†         | DNF         | DNF         | DNF         | DNF         | 0      |
| 15   | Osella-Alfa Romeo      | 21  | DNF         | 12†         | DNF         | DNF         | DNF         | DNF         | DNF         | DNF         | DNF         | DNF         | DNF         | DNF         | DNQ         | DNF         | DNF         | DNQ         | 0      |
| 15   | Osella-Alfa Romeo      | 22  |             | DNF         |             |             |             |             |             |             |             |             | DNF         | DNF         | DNQ         |             |             |             | 0      |
| −    | Coloni-Ford            | 32  |             |             |             |             |             |             |             |             |             |             | DNQ         |             | DNF         |             |             |             | 0      |
| Pos. | Constructeur           | Nr. | BRA         | SMR         | BEL         | MON         | VSO         | FRA         | GBR         | DUI         | HON         | OOS         | ITA         | POR         | SPA         | MEX         | JPN         | AUS         | Punten |
| Pos. | Constructeur           | Nr. | Grands Prix |             |             |             |             |             |             |             |             |             |             |             |             |             |             |             | Punten |

| Resultaat                      |
| ------------------------------ |
| Winnaar                        |
| Tweede plaats                  |
| Derde plaats                   |
| Gefinisht (punten)             |
| Gefinisht (geen punten)        |
| Niet geklasseerd (NC)          |
| Uitgevallen (DNF)              |
| Niet gekwalificeerd (DNQ)      |
| Niet gepre-kwalificeerd (DNPQ) |
| Gediskwalificeerd (DSQ)        |
| Niet gestart (DNS)             |
| Gewond (INJ)                   |
| Uitgesloten (EX)               |
| Teruggetrokken (WD)            |
| Niet deelgenomen (blanco cel)  |
| P Pole position                |
| S Snelste ronde                |

† — Coureur is niet gefinisht in de GP, maar heeft wel 90% van de race-afstand afgelegd, waardoor hij als geklasseerd genoteerd staat.

#### Klassement Colin Chapman Trofee
De Colin Chapman Trofee werd uitgereikt aan het beste team dat met een ongeblazen motor reed.
| Pos. | Constructeur          | Nr. | Grands Prix | Grands Prix | Grands Prix | Grands Prix | Grands Prix | Grands Prix | Grands Prix | Grands Prix | Grands Prix | Grands Prix | Grands Prix | Grands Prix | Grands Prix | Grands Prix | Grands Prix | Grands Prix | Punten |
| Pos. | Constructeur          | Nr. | BRA         | SMR         | BEL         | MON         | VSO         | FRA         | GBR         | DUI         | HON         | OOS         | ITA         | POR         | SPA         | MEX         | JPN         | AUS         | Punten |
| ---- | --------------------- | --- | ----------- | ----------- | ----------- | ----------- | ----------- | ----------- | ----------- | ----------- | ----------- | ----------- | ----------- | ----------- | ----------- | ----------- | ----------- | ----------- | ------ |
| 1    | Tyrrell-Ford          | 3   | 1           | DNF         | DNS         | 1           | 1           | 2           | 1           | 2           | 1           | 3           | 3           | 2           | DNF         | 2           | 1           | 1           | 169    |
| 1    | Tyrrell-Ford          | 4   | 2           | 1           | 2           | DNF         | DNF         | 1           | DNF         | 1           | 2           | DNF         | 1           | 3           | 2           | 3           | 2           | DNF         | 169    |
| 2    | Lola-Ford (Larrousse) | 29  |             |             |             |             |             |             |             |             |             |             |             |             |             | 4*          | 3*          | 2*          | 43     |
| 2    | Lola-Ford (Larrousse) | 30  |             | 2           | 1           | DNF         | DNF         | DNF         | DNF         | 3           | DNF         | 2           | DNF         | DNF         | 1           | 1           | DNF         | DNF         | 43     |
| 3    | AGS-Ford              | 14  | 3           | 3           | 3           | 3           | 2           | 3           | 2           | DNF         | 4           | NC          | DNQ         | DNQ         | DNF         | DNQ         | DNF         | 3           | 39     |
| 4    | March-Ford            | 16  | DNS         | DNF         | DNF         | 2           | DNF         | DNF         | DNF         | DNF         | 2           | 1           | 2           | 1           | 3           | DNF         | DNF         | DNF         | 38     |
| −    | Coloni-Ford           | 32  |             |             |             |             |             |             |             |             |             |             | DNQ         |             | DNF         |             |             |             | 0      |

* Yannick Dalmas kreeg geen punten omdat Larrousse slechts één auto had ingeschreven aan het begin van het seizoen. Dalmas reed in de tweede wagen.
1950 · 1951 · 1952 · 1953 · 1954 · 1955 · 1956 · 1957 · 1958 · 1959 · 1960 · 1961 · 1962 · 1963 · 1964 · 1965 · 1966 · 1967 · 1968 · 1969 · 1970 · 1971 · 1972 · 1973 · 1974 · 1975 · 1976 · 1977 · 1978 · 1979 · 1980 · 1981 · 1982 · 1983 · 1984 · 1985 · 1986 · 1987 · 1988 · 1989 · 1990 · 1991 · 1992 · 1993 · 1994 · 1995 · 1996 · 1997 · 1998 · 1999 · 2000 · 2001 · 2002 · 2003 · 2004 · 2005 · 2006 · 2007 · 2008 · 2009 · 2010 · 2011 · 2012 · 2013 · 2014 · 2015 · 2016 · 2017 · 2018 · 2019 · 2020 · 2021 · 2022 · 2023 · 2024 · 2025 · 2026 
 Lijst van Formule 1 Grand Prix-wedstrijden